# Wrington
Wrington es un pueblo y parroquia civil en el norte de Somerset, Inglaterra. Se encuentra en el valle del Congresbury Yeo río cerca de 9 millas (14 km) al este de Weston-super-Mare y 3 millas (4,8 km) al sudeste de Yatton. Es a la vez una parroquia civil, con una población de 2.633, y una parroquia eclesiástica. Ambos contienen las parroquias de la aldea cercana de Redhill. El filósofo John Locke, padre del empirismo, nació en esta localidad.

## Gobierno
El consejo parroquial tiene la responsabilidad de las cuestiones locales, incluido el establecimiento de un precepto (tarifa local) para cubrir los gastos de funcionamiento del consejo y la elaboración de cuentas anuales para el escrutinio público. El consejo parroquial evalúa las aplicaciones de planificación local y trabaja con la policía local, los consejos de distrito y los funcionarios y vigilancia de la vecindad grupos sobre asuntos de la delincuencia, la seguridad y el tráfico. El consejo parroquial también incluye la función de la puesta en marcha de proyectos para el mantenimiento y la reparación de las instalaciones parroquiales, como el ayuntamiento o el centro de la comunidad, campos de juegos y parques infantiles, así como consultar con el consejo de distrito en el mantenimiento, reparación y mejora de carreteras, drenaje, caminos, transporte público, y la limpieza de las calles. Asuntos de conservación (incluidos los árboles y edificios) y las cuestiones ambientales también son de interés para el Consejo.
La parroquia se inscribe dentro de la autoridad unitaria de North Somerset, que fue creada en 1996, según lo establecido por la Ley de administración local de 1992. Proporciona un único nivel de gobierno local con la responsabilidad de casi todos los gobiernos locales dentro de sus funciones, incluyendo la planificación local y de control de edificios, las carreteras locales, viviendas, salud ambiental, los mercados y ferias, la recogida de basuras, reciclaje, cementerios, crematorios, servicios de ocio, parques y turismo. También son responsables de la educación, servicios sociales, bibliotecas, grandes carreteras, transporte público, las normas comerciales, la eliminación de residuos y la planificación estratégica, a pesar de bomberos, policía y servicios de ambulancia se prestan en colaboración con otras autoridades a través de la Avon Servicio de Incendios y Salvamento, y Avon Somerset Constabulary y el Great Western Servicio de Ambulancia.